# Orthetrum guineense
Orthetrum guineense é uma espécie de libelinha da família Libellulidae.
Pode ser encontrada nos seguintes países: Angola, Benim, Burkina Faso, Camarões, República Centro-Africana, República do Congo, República Democrática do Congo, Costa do Marfim, Guiné Equatorial, Etiópia, Gabão, Gana, Guiné, Quénia, Libéria, Malawi, Moçambique, Namíbia, Nigéria, Senegal, Serra Leoa, Somália, África do Sul, Tanzânia, Togo, Uganda, Zâmbia, Zimbabwe e possivelmente no Burundi.
Os seus habitats naturais são: savanas áridas, savanas húmidas, matagal árido tropical ou subtropical, matagal húmido tropical ou subtropical e rios.